# Cycloon Mauritius 1892
Op 29 april 1892 werd het eiland Mauritius getroffen door een tropische cycloon. De cycloon veroorzaakte grote schade, vooral in de hoofdstad Port-Louis. Ongeveer 1.500 mensen lieten het leven en 3.000 raakten gewond. Er raakten ook ongeveer 25.000 mensen dakloos.

## Ontstaan
Het plaatselijke orkaanseizoen loopt van december tot maart en sedert 1756, het eerste jaar waarin statistieken werden bijgehouden, werd er nog nooit een tropische storm geregistreerd na 12 april. Tussen 24 en 27 april 1892 werd er wel een cycloon waargenomen ten noordwesten van het eiland. Deze cycloon bewoog zich in zuidwestelijke richting. Ofwel is deze cycloon onverwacht afgebogen naar het zuiden, ofwel is er een secundaire cycloon ontstaan in het zuidoostelijke kwadrant van de primaire cycloon. De hevigheid, de beperkte omvang en de korte duur van de stormwind doen het tweede vermoeden. Door de korte duur werd er geen stormwaarschuwing afgegeven voordat de cycloon Mauritius trof.

## Schade
Om 11 uur in de voormiddag van 29 april begon de luchtdruk snel te zakken en stak er een noordoostelijke stormwind op. Om 13 uur werden al windsnelheden van 154 km/u gemeten en om 15:47 uur werd de hoogste windsnelheid van 194 km/u opgemeten. Vele huizen en openbare gebouwen stortten in. Vooral de zuidelijke helft van de stad Port-Louis, rond Fort Adelaïde en de Colline Monneron, werd getroffen. In de haven raakten zeven stoomschepen en 22 zeilschepen zwaar beschadigd en enkele schepen zijn er ook gezonken. In het binnenland raakten de suikerrietplantages zwaar beschadigd.